# 立法团 (法国)

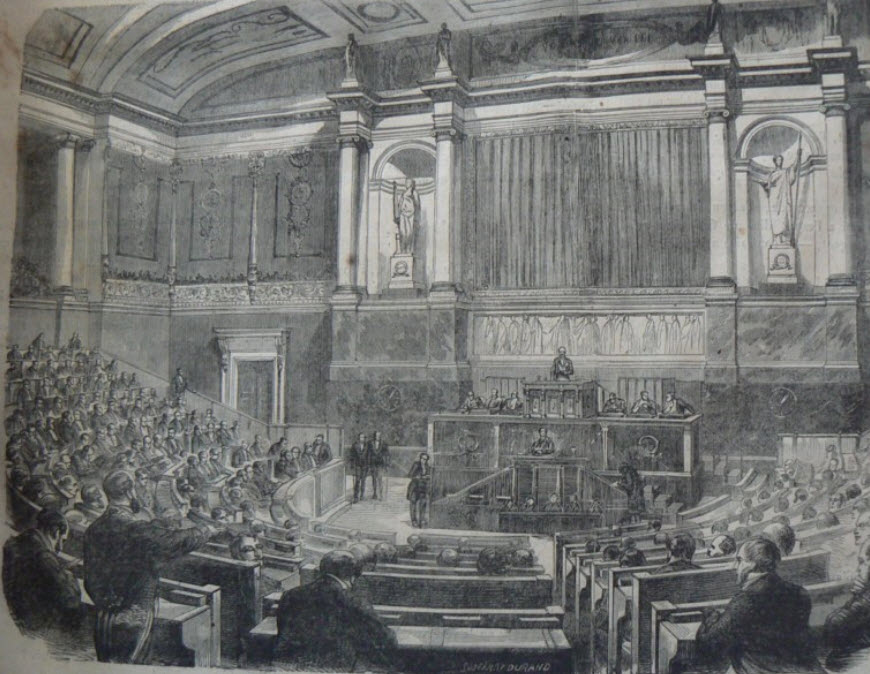
立法團大厅

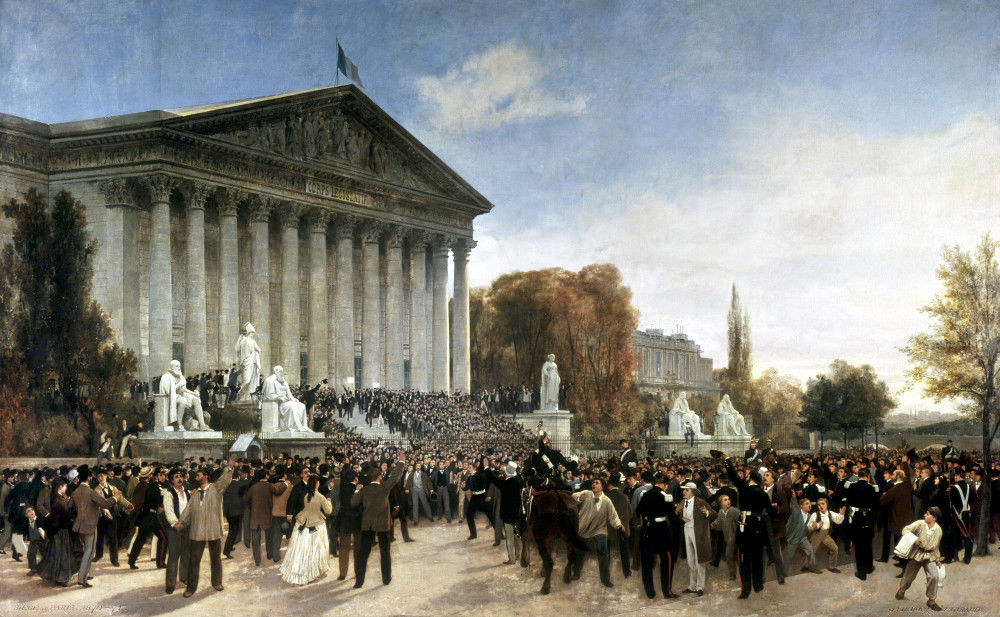
1870年立法團議場外景

立法团（法語：Corps législatif）是法国前立法机构。

## 历史
共和元年宪法预见到了法国对立法团的需求。
督政府时期，立法团指两院制的立法机构五百人院和元老院。
执政府时期，共和八年宪法规定建立一个三院制的政府，其中掌管立法的部门即为立法团（其他两院为护民院和护宪元老院）。
共和十年宪法颁布后，立法团继续存在。但拿破仑·波拿巴对立法团因缓慢协商而造成的效率低下十分不满，于是他在1804年剥夺了立法团的许多权力。
立法团最终被路易十八在1814年6月4日废除，取而代之的是众议院。
百日皇朝时期，拿破仑也设立了一个众议院。
当拿破仑三世掌权时，他通过1852年宪法重组了立法团，此时的立法团是法国的下院，其成员由普选产生，任期为六年。这些普选共进行过四次，分别在1852年2月，1857年6月，1863年5月31日以及1869年5月。面对全能的行政机构，大臣们全由拿破仑三世任命且仅对他负责，法兰西第二帝国的立法团与由公职人员组成的法国最高行政法院以及参议院共用已被减少的立法权。
法兰西第三共和国时期，立法团的名称重新变回众议院，後被國民議會取代。